# Dobitnici Porina 2015.
Porin 2015. je glazbena nagrada Porin za prethodnu 2014. godinu.
Dodjeljuje se za glazbeni rad, a dodjeljivana je 6. ožujka 2015. godine u Spaladium Areni u Splitu.

## Nominirani i dobitnici[1]
Kategorija br. 1 - Album godine
| Album                 | Izvođač                  | Glazbeni producent      | Nakladnik        |
| --------------------- | ------------------------ | ----------------------- | ---------------- |
| A što ak' ja...       | Detour                   | Nenad Borgudan          | Aquarius Records |
| Akustički Walt        | Pips, Chips & Videoclips | Ivan Božanić            | Dan, Mrak        |
| Ćiribu ćiriba         | Psihomodo pop            | Srđan Sekulović Skansi  | Dallas Records   |
| I mi smo došli na red | Pavel                    | Tomislav Franjko Šušak  | Dallas Records   |
| Mamut                 | Urban & 4                | Urban & 4 Filip Vidović | Aquarius Records |

Kategorija br. 2 - Pjesma godine
| Skladba                 | Autor             | Album                 | Izvođač       | Nakladnik         |
| ----------------------- | ----------------- | --------------------- | ------------- | ----------------- |
| Autentično osrednji     | Aljoša Šerić      | I mi smo došli na red | Pavel         | Dallas Records    |
| Bejbi                   | Davor Gobac       | Ćiribu, ćiriba        | Psihomodo pop | Dallas Records    |
| Ispod nekog drugog neba | Predrag Martinjak | Singl                 | Massimo       | Aquarius Records  |
| Plešem sama             | Nenad Borgidan    | A što ak' ja          | Detour        | Aquarius Reccords |
| Tango                   | Ivan Dečak        | Singl                 | Vatra         | Dallas Records    |

Kategorija br. 3 - Novi izvođač godine
| Izvođač  | Nakladnik       | Bang Bang | Croatia Records |
| Jonathan | Laa             |           |                 |
| M.O.R.T. | Croatia Records |           |                 |

Kategorija br. 4 - Najbolji album zabavne glazbe
| Album                         | Izvođač                                 | Glazbeni producent                                        | Nakladnik       |
| ----------------------------- | --------------------------------------- | --------------------------------------------------------- | --------------- |
| Koncert u Lisinskom           | Doris Dragović                          | Olja Dešić                                                | Hit Records     |
| Putujem sam                   | Miroslav Škoro                          | Miroslav Škoro, Ivica Murat, Nikša Bratoš, Željko Nikolin | Campus          |
| Vrijeme je, draga, vrijeme je | Rade Šerbedžija & Zapadni kolodvor band | Goran Martinac, Rade Šerbedžija                           | Croatia Records |

Kategorija br. 5 Najbolji album pop glazbe
| Album                 | Izvođač | Glazbeni producent            | Nakladnik        |
| --------------------- | ------- | ----------------------------- | ---------------- |
| A što ak' ja...       | Detour  | Nenad Borgudan                | Aquarius Records |
| Gle!                  | Meritas | Jure Ferina, Pavle MIholjević | Menart           |
| I mi smo došli na red | Pavel   | Tomislav Franjko Šušak        | Dallas Records   |

Kategorija br. 6 - Najbolji album rock glazbe
| Album            | Izvođač                  | Glazbeni producent     | Nakladnik       |
| ---------------- | ------------------------ | ---------------------- | --------------- |
| Akustički Walt   | Pips, Chips & Videoclips | Ivan Božanić           | Dan, Mrak       |
| Ćiribu ćiriba    | Psihomodo pop            | Srđan Sekulović Skansi | Dallas Records  |
| Rocker to sam ja | Opća opasnost            | Branimir Jovanac Bani  | Croatia Records |

Kategprija br. 7 - Najbolji album alternativne glazbe
| Album       | Izvođač    | Glazbeni producent         | Nakladnik        |
| ----------- | ---------- | -------------------------- | ---------------- |
| Jesen       | Sara Renar | Edi Cuketić, Konrad Mulvaj | Aquarius Records |
| Mamut       | Urban & 4  | Urban & 4, Filip Vidović   | Aquarius Records |
| Megalomania | Gatuzo     | Goran Martinac Gogo        | Croatia Records  |

Kategorija br. 8 - Najbolja Ženska vokalna izvedba
| Izvođač     | Skladba     | Album | Nakladnik        |
| ----------- | ----------- | ----- | ---------------- |
| Ivana Kindl | Želim više  | Singl | Menart           |
| Nina Badrić | Vjetrenjače | Singl | Croatia Records  |
| Sara Renar  | Jesen       | Jesen | Aquarius Records |

Kategorija br. 9 - Najbolja muška vokalna izvedba
| Izvođač        | Skladba                 | Album             | Nakladnik        |
| -------------- | ----------------------- | ----------------- | ---------------- |
| Arsen Dedić    | Dida moj                | Ljepote kakve ni  | Croatia Records  |
| Jacques Houdek | Ne vrijedi plakati      | Ljepote kakve nij | Croatia Records  |
| Massimo        | Ispot nekog drugog neba | Singl             | Aquarius Records |

Kategorija br. 10 - Najbolja izvedba grupe s vokalom
| Izvođač   | Skladba           | Album        | Nakladnik        |
| --------- | ----------------- | ------------ | ---------------- |
| Bang Bang | Nešto me pogodilo | Singl        | Croatia Records  |
| Detour    | Snijeg            | A što ak' ja | Aquarius Records |
| Vatra     | Tango             | Singl        | Dallas Records   |

Kategorija br. 11 - Najbolja vokalna suradnja
| Izvođač                             | Skladba                     | Album       | Nakladnik              |
| ----------------------------------- | --------------------------- | ----------- | ---------------------- |
| Gatuzo & Goran Bare                 | Povrijedili smo jedno drugo | Megalomania | Croatia Records        |
| Gretta feat. Geby                   | Malena                      | Singl       | Spona/Aquarius Records |
| Songkillers feat. Nikola Marjanović | Dio mene                    | Singl       | Aquarius Records       |

Kategorija br. 12 - Najbolji album jazz glazbe
| Album                      | Izvođač                                                            | Glazbeni producent          | Nakladnik        |
| -------------------------- | ------------------------------------------------------------------ | --------------------------- | ---------------- |
| Davor Križić Experiment    | Davor Križić Experiment                                            | Hrvoje Nikšić, Davor Križić | Aquarius Records |
| Jazziana Croatica Big Bang | Borna Šercar’s Jazziana Croatica                                   | Borna Šerca                 | Aquarius Records |
| Visions                    | Damjan Krajačić, Matija Dedić, John Hollenback, Martin Gjakonovski | Damjan Krajačić             | Aquarius Records |

Kategorija br. 13 - Najbolja jazz skladba
| Skladba            | Autor          | Album                      | Izvođač                          | Nakladnik        |
| ------------------ | -------------- | -------------------------- | -------------------------------- | ---------------- |
| Davor's Tune       | Davor Križić   | Davor Križić Experiment    | Davor Križić Experiment          | Aquarius Records |
| Playing The Victim | Borna Šercar   | Jazziana Croatica Big Bang | Borna Šercar’s Jazziana Croatica | Aquarius Records |
| Under the open sky | Darko Jurković | Singl                      | Darko Jurković                   | Sipa Music       |

Kategorija br. 14 - Najbolja izvedba jazz glazbe
| Izvođač                                                                     | Skladba              | Album                      | Nakladnik        |
| --------------------------------------------------------------------------- | -------------------- | -------------------------- | ---------------- |
| Borna Šercar's Jazziana Croatica Big Bang feat. Ernie Watts & Hrvoje Rupčić | New Red Drawf        | Jazziana Croatica Big Bang | Aquarius Records |
| Davor Križić Experiment                                                     | Echoes of the dreams | Davor Križić Experiment    | Aquarius Records |
| Darko Jurković                                                              | Under the open sky   | Singl                      | Sipa Music       |

Kategorija br. 15 - Najbolji album folklorne i etno glazbe
| Album              | Izvođač                | Glazbeni producent              | Nakladnik                 |
| ------------------ | ---------------------- | ------------------------------- | ------------------------- |
| Dolina mlinova     | Veja                   | Marijan Jelenić                 | Samostalni nakladnik/Veja |
| Hrvatsko biserje 2 | Folklorna družina Vuga | Branko Ivanković                | Croatia Records           |
| Imala san babu     | Klapa Mela             | Branko Starc i Branko Starc ml. | Best Music                |
| Prelja             | Lidija Bajuk Trio      | Lidija Bajuk, Stanislav Kovačić | Scardona                  |

Kategorija br. 16 - Najbolji album klapske ili tamburaške glazbe
| Album                   | Izvođač           | Glazbeni producent            | Nakladnik       |
| ----------------------- | ----------------- | ----------------------------- | --------------- |
| Neka priča tko šta hoće | Tamburaši za dušu | Ivica Plivetić Iva            | Croatia Records |
| Sva ti duša u me stala  | Klapa Kampaneli   | Jasminko Šetka, Damir Marušić | Scardona        |
| Trešeta                 | Klapa Sagena      | Joško Ćaleta                  | Croatia Records |

Kategorija br. 17. - Najbolji aranžman
| Aranžer                            | Skladba                 | Album                 | Izvođač              | Nakladnik        |
| ---------------------------------- | ----------------------- | --------------------- | -------------------- | ---------------- |
| Aljoša Šerić/Tomislav Franjo Šušak | Autentičko osrednji     | I mi smo došli na red | Pavel                | Dallas Records   |
| Neno Belan                         | Daj mi daj              | Singl                 | Neno Belan & Fiumens | Dallas Records   |
| Predrag Martinjak                  | Ispod nekog drugog neba | Singl                 | Massimo              | Aquarius Records |

Kategorija br. 18 - Najbolja produkcija
| Glazbeni producent            | Snimka                  | Album       | Izvođač | Nakladnik        |
| ----------------------------- | ----------------------- | ----------- | ------- | ---------------- |
| Goran Martinac-Gogo           | /                       | Megalomania | Gatuzo  | Croatia Records  |
| Jure Ferina, Pavle Miholjević | Tango                   | Singl       | Vatra   | Dallas Records   |
| Predrag Martinjak             | Ispod nekog drugog neba | Singl       | Massimo | Aquarius Records |

Kategorija br. 19 - Najbolja snimka
| Tonski snimatenj                               | Snimka                  | Album           | Izvođač | Nakladnik        |
| ---------------------------------------------- | ----------------------- | --------------- | ------- | ---------------- |
| Berko Muratović                                | /                       | A što ak' ja... | Detoru  | Aquarius Records |
| Jure Ferina, Pavle Miholjević                  | Tango                   | Singl           | Vatra   | Dallas Records   |
| Predrag Martinjak, Filip Vidović, Miro Vidović | Ispod nekog drugog neba | Singl           | Massimo | Aquarius Records |

Kategorija br. 20 - Najbolji album klasične glazbe
| Album                                 | Izvođač                               | Glazbeni producent | Nakladnik           |
| ------------------------------------- | ------------------------------------- | ------------------ | ------------------- |
| Anđelko Klobučar – skladbe za orgulje | Pavao Mašić                           | Pavao Mašić        | Croatia Redords     |
| Klobučar, Nirić, Papandopulo, Juranić | Darko Petrinjak                       | Darko Petrinjak    | Cantus              |
| Milan Horvat, dirigent                | Zagrebačka filharmonija, Milan Horvat | /                  | Croatia Records/HRT |

Kategorija br. 21 - Najbolja skladba klasične glazbe
| Skladba                                 | Autor            | Album                                 | Izvođač         | Nakladnik       |
| --------------------------------------- | ---------------- | ------------------------------------- | --------------- | --------------- |
| Anđelko Klobučar Hommage a Bach         | Anđelko Klobučar | Anđelko Klobučar – skladbe za orgulje | Pavao Mašić     | Croatia Redords |
| Marko Ruždjak:Canto peregrino za flaute | Marko Ruždjak    | Canto peregrino                       | Dani Bošnjak    | Cantus          |
| Zoran Juranić:Sonata                    | Zoran Juranić    | Klobučar, Nirić, Papandopulo, Juranić | Darko Petrinjak | Cantus          |

Kategorija br. 22 - Najbolja izvedba klasične glazbe
| Izvođač                             | Skladba                                      | Album                                 | Nakladnik       |
| ----------------------------------- | -------------------------------------------- | ------------------------------------- | --------------- |
| Dani Bošnjak/David Gazarov          | Dubravko Palanović:Manic, za flautu i klavir | Canto peregrino                       | Cantus          |
| Darko Petrinjak, Zagrebački solisti | Anđelko Klobučar:Koncert za gitaru i gudače  | Klobučar, Nirić, Papandopulo, Juranić | Cantus          |
| Pavao Mašić                         | Anđelko Klobučar Hommage a Bach              | Anđelko Klobučar – skladbe za orgulje | Croatia Records |

Kategorija br. 23 - Najbolja snimka albuma klasične glazbe
| Tonski snimatenj               | Album                                 | Izvođač         | Nakladnik       |
| ------------------------------ | ------------------------------------- | --------------- | --------------- |
| Alan Šnajder, Božidar Pandurić | Klobučar, Nirić, Papandopulo, Juranić | Darko Petrinjak | Cantus          |
| Božidar Pandurić/Alan Šnajder  | Anđelko Klobučar - skladbe za orgulje | Pavao Mašić     | Croatia Records |
| Božidar Pandurić, Dani Bošnjak | Canto peregrino                       | Dani Bošnjak    | Cantus          |

Kategorija br. 24 - Najbolja produkcija klasične glazbe
| Glazbeni producent | Album                                 | Izvođač         | Nakladnik       |
| ------------------ | ------------------------------------- | --------------- | --------------- |
| Dani Bošnjak       | Canto peregrino                       | Dani Bošnjak    | Cantus          |
| Darko Petrinjak    | Klobučar, Nirić, Papandopulo, Juranić | Darko Petrinjak | Cantus          |
| Pavao Mašić        | Anđelko Klobučar - skladbe za orgulje | Pavao Mašić     | Croatia Records |

Kategorija br. 25 - Najbolji tematko-povijesni album
| Album                                             | Autor izdanja      | Izvođač       | Nakladnik                 |
| ------------------------------------------------- | ------------------ | ------------- | ------------------------- |
| Bijelo dugme Box set Deluxe                       | Želimir Babogredac | Bijelo dugme  | Croatia Records           |
| Kemal Monteno - 50 originalnih pjesama            | Klaudija Čular     | Kemal Monteno | Croatia Records           |
| Korizmeni koncert - Pasijom kroz hrvatske krajeve | Ivan Ivančan       | LADO          | Aquarius Records/LADO/HRT |

Kategorija br. 26 - Najbolji album popularne duhovne glazbe
| Album                               | Izvođač                             | Glazbeni producent                          | Nakladnik       |
| ----------------------------------- | ----------------------------------- | ------------------------------------------- | --------------- |
| Adventske pjesme - pjesme u Došašći | Matija Antolić i prijatelji         | Matija Antolić                              | Laudato         |
| Božić u Rozgi                       | Puhački orkestar Rozga i prijatelji | Bernard Mihalić/Miro Taradi/Dragutin Šmaguć | Croatia Records |
| Samo je jedan vladar na svijetu     | Iskrice                             | Toni Eterović                               | Arija           |

Kategorija br. 27 - Najbolji album s raznim izvđačima
| Album                                 | Autor izdanja, urednik izdanja, programski urednik ili umjetnički direktor festivala | Nakladnik       |
| ------------------------------------- | ------------------------------------------------------------------------------------ | --------------- |
| 17. Dalmatinska šansona Šibenik 2014. | Dušan Šarac i Branko Viljac                                                          | Croatia Records |
| 61. Zagrebački festival 2014.         | Ante Pecotić                                                                         | Cantus          |
| Rockoff - Festival novog zvuka 2014.  | Hrvoje Horvat                                                                        | Croatia Records |

Kategoriaj br. 28 - Najbolji instrumentalni album (izvan klasične i jazz glazbe)
| Album     | Izvođač                            | Glazbeni producent          | Nakladnik       |
| --------- | ---------------------------------- | --------------------------- | --------------- |
| All stars | Jurica Pađen                       | Jurica Pađen/Hrvoje Prskalo | Croatia Records |
| Eat Suite | Sudar Percussion & Matej Meštrović | Branimir Mihaljević         | Karpo Media     |
| Motovun   | Livio Morosin                      | Livio Morosin               | Croatia Records |

Kategorija br. 29 - Najbolja instrumentalna izvedba (izvan klasične i jazz glazbe)
| Izvođač                      | Skladba               | Album            | Nakladnik       |
| ---------------------------- | --------------------- | ---------------- | --------------- |
| Jurica Pađen & Mario Domazet | Love Is Blue/Al Dente | All Stars        | Croatia Records |
| Livio Morosin                | Autobus               | Motovun          | Croatia Records |
| Tango Appassionato           | Czardas               | Kad padne noć... | Croatia Records |

Kategorija br. 30 - Najbolji video broj
| Video broj | Redatelj                 | Izvođač       | Nakladnik       |
| ---------- | ------------------------ | ------------- | --------------- |
| Bejbi      | Radislav Jovanović-Gonzo | Psihomodo pop | Croatia Records |
| Bolji si   | Marko Milovac            | Elemental     | Menart          |
| Tango      | Filip Filković           | Vatra         | Dallas Records  |

Kategorija br 31 - Najbolje likovno oblikovanje
| Autor likovnog oblikovanja           | Album                       | Izvođač       | Nakladnik        |
| ------------------------------------ | --------------------------- | ------------- | ---------------- |
| Esad Ribić, Davor Gobac, Marko Nemec | Ćiribu Ćiriba               | Psihomodo pop | Croatia Records  |
| Fabrika                              | Bijelo dugme Box set Deluxe | Bijelo dugme  | Croatia Records  |
| Tomislav Torjanac                    | Mamut                       | Urban & 4     | Aquarius Records |

Porin za životno djelo
- Nikša Gligo
- Frano Parać